# Swami Ramdas
Swami Ramdas (1884-1963) de son vrai nom Vittal Rao est un philosophe, philanthrope et pèlerin indien. Il est reconnu en Inde et également en Occident comme un maître spirituel de la tradition hindoue.

## Biographie
Vittal Rao naît en 1884 dans le Kerala, au sud-ouest de la péninsule indienne. Après des études d'ingénieur, il travaille dans une filature de coton comme contremaître et se marie en 1908. Puis il connaît des difficultés tant financières que domestiques. C'est à cette époque qu'il commence à invoquer le nom de « Râm », un dieu hindou connu aussi sous la dénomination de Râma. Son père lui donne ensuite le mantra « Om Sri Râm Jai Ram Jai Jai  Râm » à répéter constamment. 
Il se détache des préoccupations mondaines et prend, au cours d'un pèlerinage, le nom de Râmdas (serviteur (das) de Râm). Il erre ainsi dans toute l'Inde, vivant de charité mais refusant tout argent. Il voit les manifestations du monde comme autant de formes de Ram et accepte tout ce qui se présente à lui comme un effet de la volonté divine. C'est pour cette raison qu'il se référait toujours à lui-même à la troisième personne.
En 1922, après une rencontre avec le sage Ramana Maharshi, il passe 21 jours seul dans une grotte de la colline d'Arunachala, considérée comme sainte par les adeptes de l'Atma Vichara et les shivaïtes de l'Inde du Sud. Il quitte sa retraite avec la certitude que tout est Râma. 
Dans Lumières bouddhiques, Marco Pallis explique avoir rencontré celui qu'il désigne comme un « saint homme de l'Inde du Sud », et l'avoir questionné au sujet d'un épisode relaté dans son Carnet de Pèlerinage, en l'occurrence la cohabitation dans une grotte avec un cobra. Pallis écrit : « J'eus le privilège de rencontrer Swami Râmdas et de recueillir de sa bouche plus de détails sur l'épisode en question. Pour résumer le tout, voici l'histoire : au cours des pérégrinations qui constituent le sujet de son livre, Swami Râmdas, un jour, arriva à l'entrée d'une grotte qui, pensa-t-il, lui offrirait un endroit idéal pour quelques jours de repos et de méditation, de sorte qu'il décida d'y rester ; mais il découvrit qu'il aurait à partager la grotte avec un grand cobra dont il ne manqua pas de reconnaître le droit prioritaire de domicile. Sans se laisser décontenancer, le Swami entra dans la grotte sans que le cobra parût contrarié par sa présence. Swami Râmdas s'installa et prépara son repas, mais, avant d'y goûter lui-même, il offrit au cobra un peu de ses provisions comme « prasada », nourriture consacrée, qui fut dûment consommée comme gage de bonnes dispositions mutuelles. Ainsi, tous deux maintinrent des rapports de bon voisinage tout le temps que dura le séjour de Swami, jusqu'à ce qu'un soir, peu avant qu'il ne quitte la grotte pour une autre étape, il se sentît poussé à en sortir pour contempler le coucher du soleil, suivi par le fidèle reptile ; alors qu'il se tenait debout dans le ravissement de l'adoration, le cobra se rapprocha et s'enroula autour de sa jambe. Ils se séparèrent peu après ; telle est l'histoire. L'interprétation que je donne du témoignage apporté par cet émouvant récit est la suivante : en rencontrant Swami Râmdas, le cobra, avec un instinct infaillible, reconnut en lui le possesseur de la qualité intrinsèque d'un être humain total. ».           
Au cours de son pèlerinage à travers l'Inde, Râmdas s'attache des disciples qui font construire, en 1931, un ashram connu sous le nom de Anandashram (« Ashram de la félicité »). Il se situe dans la ville de Kanhangad dans l'État du Kerala,,,.
Swami Râmdas est également appelé « Papa Râmdas » par ses proches.

### Ouvrages de Râmdas en français
- Pensées (trad. par Marie Honegger-Durand & Lizelle Reymond; préface par Jean Herbert), Lyon, Derain, coll. « Les grands maîtres spirituel dans l'Inde contemporaine », 1952 (1re éd. 1942), 128 p. (Rééd. Dervy-Livres, 1975 + La Table ronde, 1995)
- Carnets de pèlerinage (trad. Lizelle Reymond et Jean Herbert), Paris, Albin Michel, coll. « Spiritualités vivantes », 2007 (1re éd. 1944), 540 p. (ISBN 978-2-226-17827-5)
- Présence de Râm (préf. Charles Andrieu, trad. française de Natacha Agapieff et Charles Andrieu sous la direction de Jean Herbert), Paris, Albin Michel, coll. « Spiritualités vivantes », 1997 (1re éd. 1956), 254 p. (ISBN 978-2-226-09433-9)
- Le pèlerin de l'absolu. Histoires spirituelles et perles de sagesse (trad. de l'anglais, préf. Arnaud Desjardins), Saint Geours de Maremne, Accarias-L'Originel, 2008, 157 p. (ISBN 978-2-86316-164-7)
- Amour et joie (trad. de l'anglais, Textes traduits de l'anglais, rassemblés et présentés par Patrick Mandala), Paris, Almora, 2015, 144 p. (ISBN 978-2-35118-276-5)

### Études sur Râmdas
- Marc Avérous, Râmdas, un maître spirituel de l'Inde d'aujourd'hui, Terre du Ciel, 2002, 412 p. (ISBN 978-2-908933-19-2)
- Lizelle Reymond, « Chez Swâmi Râmdâs », Revue théosophique "Le lotus bleu", vol. 54, no 6,‎ 1949, p. 284-295